# Changshu Lu
Changshu Lu (chiń. 常熟路站) – stacja metra w Szanghaju, na linii 1 i 7. Zlokalizowana jest pomiędzy stacjami Shaanxi Nan Lu, Jing’an Si oraz Hengshan Lu i Zhaojiabang Lu. Została otwarta 10 kwietnia 1995.